# Les Maçons du cœur
Les Maçons du cœur ou Les Anges de la rénovation (au Québec) (Extreme Makeover: Home Edition) est une émission de télé-réalité américaine diffusée sur le réseau ABC et qui a été récompensée par un Emmy Award.
L'émission est diffusée entre le 3 novembre 2003 et le 13 janvier 2012. C'est une série dérivée d’«Extreme Makeover». L'émission est produite par Endemol USA en association avec Disney/Buena Vista.
L'émission, commanditée par la chaîne de magasins Sears (et ses marques maison Craftsman et Kenmore), est présentée par Ty Pennington, charpentier de métier et déjà dans une autre émission de ce type: Trading Spaces.
Depuis sa deuxième saison, l'émission est devenue régulière.
Pendant la saison 2004-2005, une émission dérivée plus courte est mise en place. Extreme Makeover Home Edition: How’d They Do That? reprenait les événements passés sur les chantiers, mais avec une vision tournée vers les coulisses et la préparation de l'émission.
Ty Pennington est remplacé comme chef d'équipe le temps de quelques émissions par des stars américaines dont Kermit la grenouille (saison 3, épisode 25 - Famille Craft) puis par Marlee Matlin (saison 4, épisode 1 - Famille Llanes).
En France, l'émission est diffusée régulièrement sur TMC, avec deux épisodes tous les jours du lundi au vendredi et par la suite, hebdomadairement le dimanche à 19h40, AB1, à partir de 2008 sur RTL9, depuis le 11 février 2013 sur HD1, et depuis le 18 janvier 2014 sur NT1, le samedi. Depuis le 12 juillet 2021, elle est diffusée en matinée sur C8. Au Québec, elle est diffusée sur TVA ainsi que sur la chaîne Casa. En Belgique, elle est diffusée depuis septembre 2009 sur AB3. Au Danemark, elle est diffusée depuis juillet 2009 sur TV3.
Le 15 décembre 2011 l'émission est annulée et le dernier épisode est diffusé le 13 janvier 2012,. 4 épisodes spéciaux seront diffusés plus tard dans la saison, ceux-ci seront diffusés à partir du 26 novembre 2012.
Le 15 janvier 2019, HGTV annonce qu'elle reprend l'émission avec une nouvelle équipe. Le 1er épisode de la 10e saison est diffusé le 16 février 2020,. En France, la téléréalité Les Maçons du cœur est diffusée, sur la chaîne TFX depuis le 20 août 2020.

## Concept

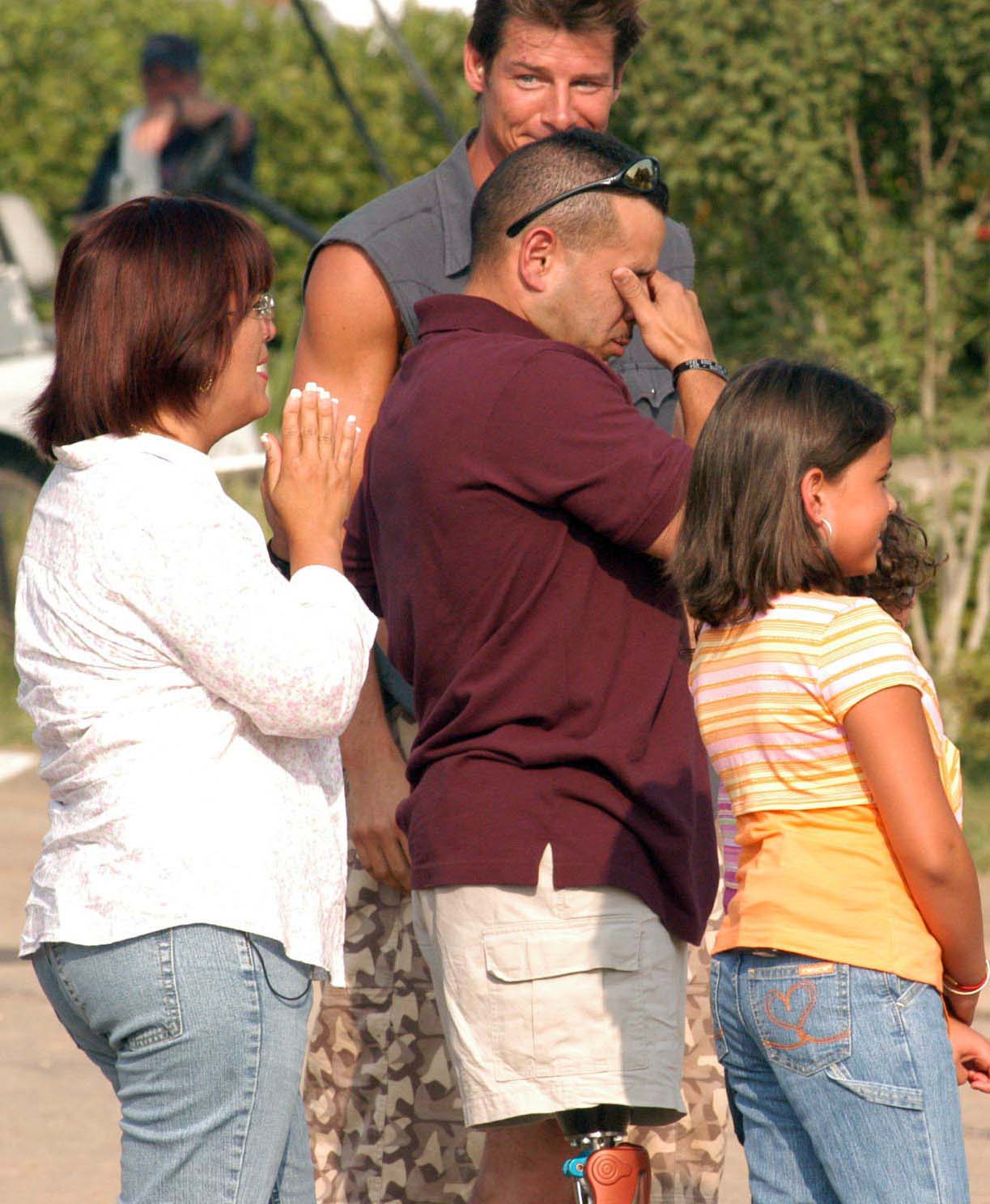
Ty Pennington et la famille Rodriguez à Clarksville, dans le Tennessee, au moment de la découverte de leur nouvelle maison.

Une équipe de cinq architectes, charpentiers et décorateurs sélectionne parmi les vidéos de candidatures les familles qu'elle estime les plus méritantes et décide d'aller les rencontrer pour remettre leur habitation à neuf en une semaine chrono. La famille est prévenue au dernier moment de l'arrivée de l'équipe et, après avoir fait ses bagages, est envoyée une semaine en vacances. Le temps pour l'équipe de revoir complètement l'architecture, l'organisation et la décoration de la maison et de l'extérieur.
Les familles retenues vivent toutes des expériences difficiles (conséquences de catastrophes, handicaps lourds, etc.) ce qui donne à l'émission un net aspect caritatif. Des donateurs interviennent souvent en fin d'émission.

## Nouvelle équipe
- Jesse Tyler Ferguson (saison 10-en cours) : Présentateur principal
- Carrie Locklyn (saison 10-en cours) : Acheteuse
- Breagan Jane (saison 10-en cours) : Charpentier
- Darren Keefe Reiher (saison 10-en cours) : Charpentier
- Vali Nemetz (saison 10-en cours)

## Épisodes

### Saison 1
| Épisode | Famille                | Localisation                | Date de première diffusion | Invités                                           | Commentaires                      |
| ------- | ---------------------- | --------------------------- | -------------------------- | ------------------------------------------------- | --------------------------------- |
| 1       | famille Powers         | Santa Clarita (Californie)  | 3 décembre 2003            |                                                   |                                   |
| 2       | famille Woslum         | Palmdale (Californie)       | 15 février 2004            | L'équipe des Dodgers de Los Angeles               |                                   |
| 3       | famille Cox            | Simi Valley (Californie)    | 2 février 2004             | LeAnn Rimes                                       |                                   |
| 4       | famille Mendoza        | Van Nuys (Californie)       | 7 mars 2004                | Robert Curbeam                                    |                                   |
| 5       | famille McCrory        | Costa Mesa (Californie)     | 21 mars 2004               |                                                   |                                   |
| 6       | famille Harris         | Watts (Californie)          | 28 mars 2004               |                                                   |                                   |
| 7       | famille Zitek          | Ventura (Californie)        | 11 avril 2004              |                                                   |                                   |
| 8       | famille Hardin         | Phelan (Californie)         | 18 avril 2004              |                                                   |                                   |
| 9       | famille Tugwell        | Long Beach (Californie)     | 2 mai 2004                 |                                                   |                                   |
| 10      | famille Walswick       | Yorba Linda (Californie)    | 9 mai 2004                 |                                                   |                                   |
| 11      | Pompiers de New-York   | New York (New-York)         | 6 mai 2004                 | Regis Philbin et l'équipe des Rangers de New York | Épisode spécial diffusé en direct |
| 12      | famille Powell         | Arleta (Californie)         | 16 mai 2004                | L'équipe des Harlem Globetrotters                 |                                   |
| 13      | famille Cardigan-Scott | Livermore (Californie)      | 23 mai 2004                |                                                   |                                   |
| 14      | famille Imbriani       | San Bernardino (Californie) | 18 août 2004               |                                                   |                                   |

### Saison 2
| Épisode | Famille                 | Localisation                           | Date de première diffusion | Invités                      | Commentaires      |
| ------- | ----------------------- | -------------------------------------- | -------------------------- | ---------------------------- | ----------------- |
| 1       | famille Wofford         | Encinitas (Californie)                 | 26 septembre 2004          |                              |                   |
| 2       | famille Garay           | South Central Los Angeles (Californie) | 3 octobre 2004             | Ericka Dunlap                |                   |
| 3       | famille Pope            | Penngrove (Californie)                 | 10 octobre 2004            |                              |                   |
| 4       | famille Grinnan         | Redlands (Californie)                  | 17 octobre 2004            | Lee Ann Womack               |                   |
| 5       | famille Mackey          | Granada Hills (Californie)             | 24 octobre 2004            |                              |                   |
| 6       | famille Ali             | Queens (New-York)                      | 31 octobre 2004            |                              |                   |
| 7       | famille Vardon          | Oak Park (Michigan)                    | 7 novembre 2004            | Marlee Matlin                |                   |
| 8       | famille Elcano          | Bakersfield (Californie)               | 21 novembre 2004           | Randy Travis                 |                   |
| 9       | famille Burns           | Garden Grove (Californie)              | 28 novembre 2004           | Mister T.                    |                   |
| 10      | famille Broadbent       | Las Vegas (Nevada)                     | 12 décembre 2004           | Elton John et Michael Buffer |                   |
| 11      | famille Dore            | Kingston (Washington)                  | 9 janvier 2005             |                              |                   |
| 12      | famille Anderson        | South Central Los Angeles (Californie) | 16 janvier 2005            |                              |                   |
| 13      | famille Sears           | Martinez (Californie)                  | 23 janvier 2005            |                              |                   |
| 14      | famille Correa/Medeiros | Denver (Colorado)                      | 13 février 2005            |                              |                   |
| 15      | famille Harper          | Lake City (Géorgie)                    | 20 février 2005            | Jeff Foxworthy               |                   |
| 16      | famille Harris          | Center Point (Alabama)                 | 6 mars 2005                | Florence Henderson et Muppet |                   |
| 17      | famille Okvath          | Gilbert (Arizona)                      | 13 mars 2005               |                              |                   |
| 18      | famille Leomiti-Higgins | Santa Fe Springs (Californie)          | 27 mars 2005               | Arnold Schwarzenegger        |                   |
| 19      | famille Leslie          | Braithwaite (en) (Louisiane)           | 3 avril 2005               | Mat Hoffman                  |                   |
| 20      | famille Harvey          | Hastings (Floride)                     | 24 avril 2005              |                              |                   |
| 21      | famille Dolan           | St. Petersburg (Floride)               | 1er mai 2005               |                              |                   |
| 22      | famille Johnson         | Kansas City (Missouri)                 | 8 mai 2005                 |                              |                   |
| 23      | famille Vitale          | Long Island (New-York)                 | 15 mai 2005                | Daniel Rodriguez             |                   |
| 24      | famille Piestewa        | Tuba City (Arizona)                    | 22 mai 2005                |                              | épisode de 94 min |

### Saison 3
| Épisode | Famille                         | Localisation                | Date de première diffusion | Invités                                                                                 | Commentaires                                |
| ------- | ------------------------------- | --------------------------- | -------------------------- | --------------------------------------------------------------------------------------- | ------------------------------------------- |
| 1       | famille Nick                    | Alma (Arkansas)             | 14 août 2005               | John Walsh et Tony Hawk                                                                 |                                             |
| 2       | famille Rodriguez               | Clarksville (Tennessee)     | 25 septembre 2005          |                                                                                         | épisode de 96 min                           |
| 3       | famille Barrett                 | Peyton (Colorado)           | 2 octobre 2005             | Brad Paisley                                                                            |                                             |
| 4       | famille Harrison                | Bountiful (Utah)            | 9 octobre 2005             | Backstreet Boys, Mark Wills et Kyle Maynard                                             |                                             |
| 5       | famille Teas                    | Purdy (Missouri)            | 16 octobre 2005            | Trisha Yearwood et Lance Bass                                                           |                                             |
| 6       | famille Ginyard                 | Capitol Heights (Maryland)  | 30 octobre 2005            | Patti LaBelle                                                                           |                                             |
| 7       | famille Tom                     | Fairfield (Californie)      | 6 novembre 2005            |                                                                                         |                                             |
| 8       | famille Goodale                 | Wells (Maine)               | 11 novembre 2005           | Weird Al Yankovic                                                                       |                                             |
| 9       | famille Johnson                 | Medfield (Massachusetts)    | 20 novembre 2005           | Kevin Millar, Curt Schilling, Jason Varitek, Mia Hamm et l'équipe des Red Sox de Boston |                                             |
| 10      | famille Lewis                   | El Segundo (Californie)     | 27 novembre 2005           | Sergei Fedorov, Jean-Sébastien Giguère et Scott Niedermayer                             |                                             |
| 11      | famille Novak                   | Boardman (Ohio)             | 4 décembre 2005            | Bobby Flay et Uncle Kracker                                                             |                                             |
|         | Holiday Wishes (Vœux des Fêtes) | émission spéciale           | 11 décembre 2005           |                                                                                         |                                             |
| 12      | famille Nutsch                  | Douglas (Kansas)            | 1er janvier 2006           | Martina McBride et Gabrielle Reece                                                      |                                             |
| 13      | famille Kirkwood                | Port Orchard (Washington)   | 15 janvier 2006            | "Sweet" Alice Harris marin sur l'USS John C. Stennis (CVN-74)                           |                                             |
| 14      | famille Hebert                  | Sandpoint (Indiana)         | 22 janvier 2006            |                                                                                         |                                             |
| 15      | famille De'Aeth                 | Comté de Washington (Texas) | 29 janvier 2006            | Robin Williams                                                                          |                                             |
| 16      | famille Crawford-Smith          | Blacksburg (Virginie)       | 2 février 2006             | Montel Williams et Moses Rodriguez                                                      |                                             |
| 17      | famille Kubena                  | East Bernard (Texas)        | 19 février 2006            |                                                                                         |                                             |
| 18      | famille White                   | Ochelata (Oklahoma)         | 12 mars 2006               |                                                                                         | épisode de 90 min                           |
| 19      | famille Rainford                | Riviera Beach (Floride)     | 19 mars 2006               | Damian Marley                                                                           |                                             |
|         | After the Storm: Mississippi    | Biloxi (Mississippi)        | 23 mars 2006               |                                                                                         | émission spéciale                           |
|         | After the Storm: Florida        | comté de Broward (Floride)  | 30 mars 2006               |                                                                                         | émission spéciale                           |
| 20      | famille Holmes                  | Altamonte Springs (Floride) | 2 avril 2006               | Dwight Howard et Ellen DeGeneres                                                        |                                             |
|         | After the Storm: New Orleans    | La Nouvelle-Orléans         | 6 avril 2006               |                                                                                         | émission spéciale                           |
| 21      | famille Craft                   | Hondo (Texas)               | 9 avril 2006               | Davy Jones                                                                              | émission présentée par Kermit la grenouille |
|         | After the Storm: Texas          | Sabine Pass (Texas)         | 14 avril 2006              |                                                                                         |                                             |
| 22      | famille Hassall                 | Berry (Kentucky)            | 16 avril 2006              |                                                                                         |                                             |
| 23      | famille Py                      | Philadelphie (Pennsylvanie) | 30 avril 2006              | Jeremiah Trotter, Chris Webber et Vanessa Carlton                                       |                                             |
| 24      | famille Peter                   | Jamaica (New-York)          | 7 mai 2006                 | Susan Lucci, Fabio Lanzoni                                                              |                                             |
| 25      | famille Arena                   | Somers (New-York)           | 14 mai 2006                | Jorge Posada, Jewel                                                                     |                                             |
| 26      | famille Turner                  | Irvington (New Jersey)      | 21 mai 2006                | Jason Kidd, Enrique Iglesias et Van Hatfield                                            |                                             |
| 27      | famille Llanes                  | Bergenfield (New Jersey)    | 17 septembre 2006          | Jon Corzine, The Blind Boys of Alabama et David Barrett                                 | émission présentée par Marlee Matlin        |

### Saison 4

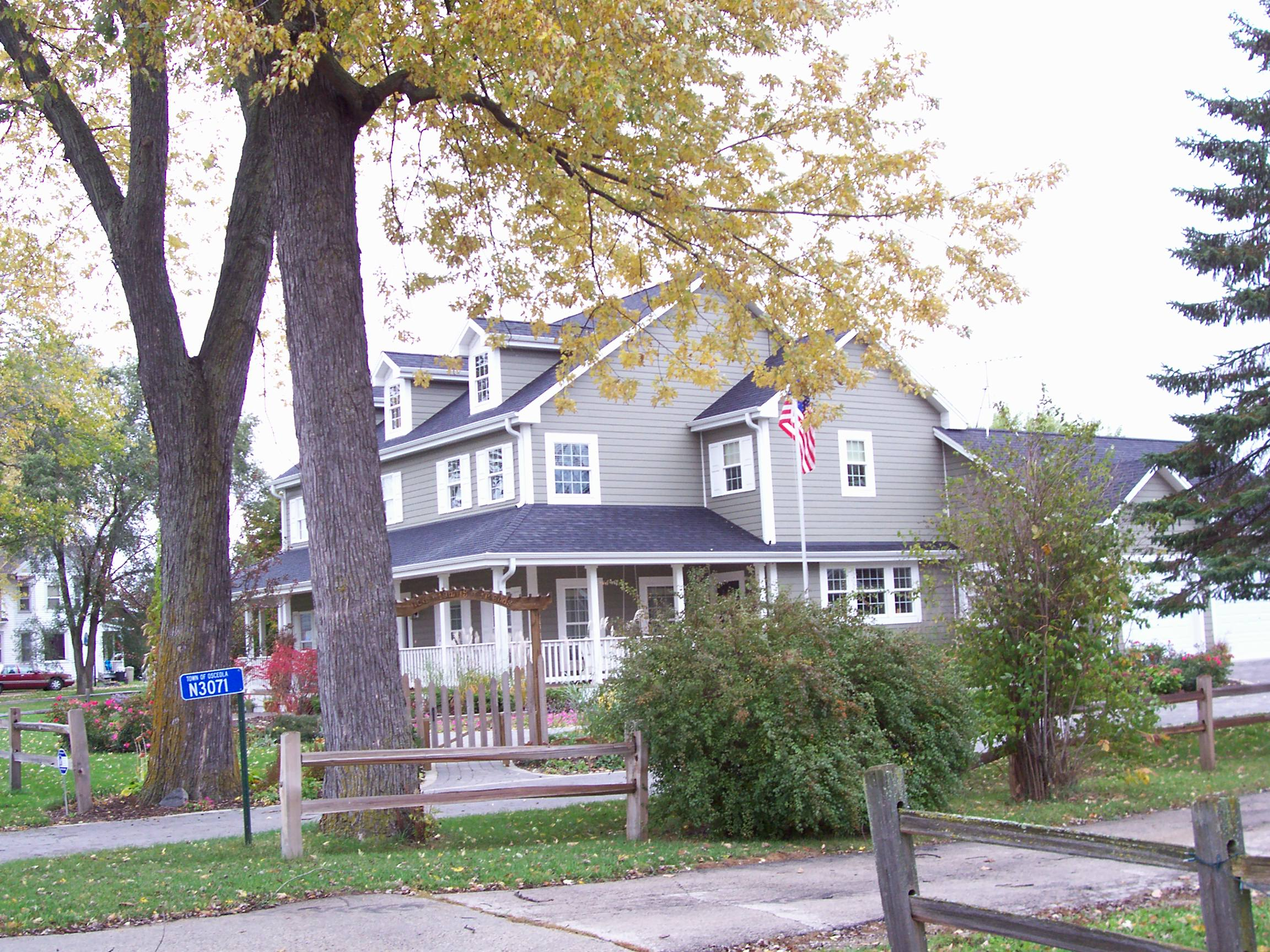
Maison construite pour la famille Koepke, à Dundee, dans le Wisconsin.

| Épisode | Famille                    | Localisation                       | Date de première diffusion | Invités                                                                           | Commentaires |
| ------- | -------------------------- | ---------------------------------- | -------------------------- | --------------------------------------------------------------------------------- | ------------ |
| 1       | famille Rogers             | North Pole (Alaska)                | 24 septembre 2006          | Matt Hasselback, Shaun Alexander et Lofa Tatupu                                   |              |
| 2       | famille Hawkins            | Hendersonville (Tennesse)          | 8 octobre 2006             | Alan Jackson, Crystal Gayle, Hank Williams Jr., The Oak Ridge Boys et Cowboy Troy |              |
| 3       | famille Gilliam            | Armada Township (Michigan)         | 1er octobre 2006           |                                                                                   |              |
| 4       | famille Bliven             | Minot (Dakota du Nord)             | 15 octobre 2006            | Tim McGraw                                                                        |              |
| 5       | famille Thibodeau          | comté de Brookings (Dakota du Sud) | 5 novembre 2006            | Andrea Bocelli et David Foster                                                    |              |
| 6       | famille Kibe               | comté de Tama (Iowa)               | 29 octobre 2006            |                                                                                   |              |
| 7       | famille Farina             | St. Meinrad (Indiana)              | 12 novembre 2006           |                                                                                   |              |
| 8       | famille Koepke             | Dundee (Wisconsin)                 | 19 novembre 2006           |                                                                                   |              |
| 9       | famille Ripatti-Pearce     | Redondo Beach (Californie)         | 10 décembre 2006           |                                                                                   |              |
| 10      | famille Pauni              | Logan (Utah)                       | 26 novembre 2006           |                                                                                   |              |
| 11      | famille Fullerton-Machacek | Lincoln (Nebraska)                 | 7 janvier 2007             |                                                                                   |              |
| 12      | famille Noyola             | Chicago (Illinois)                 | 14 janvier 2007            | John Cena, David Bautista et Ashley Massaro                                       |              |
| 13      | famille Thomas             | Columbus (Ohio)                    | 11 février 2007            | Yolanda Adams                                                                     |              |
| 14      | famille Riggins            | Raleigh (Caroline du Nord)         | 21 janvier 2007            |                                                                                   |              |
| 15      | famille O'Donnell          | Austin (Texas)                     | 18 février 2007            | Trace Adkins                                                                      |              |
| 16      | famille Tate               | Tampa (Floride)                    | 4 mars 2007                |                                                                                   |              |
| 17      | famille Tipton-Smith       | Waleska (Géorgie)                  | 11 mars 2007               | Jo Dee Messina                                                                    |              |
| 18      | famille Wilson             | Longs (Caroline du Sud)            | 25 mars 2007               | Le groupe Hootie and the Blowfish                                                 |              |
| 19      | famille Jones              | Brandon (Mississippi)              | 8 avril 2007               | CeCe Winans                                                                       |              |
| 20      | famille Westbrook          | Lawton (Oklahoma)                  | 22 avril 2007              |                                                                                   |              |
| 21      | famille Collins            | Murfreesboro (Arkansas)            | 29 avril 2007              |                                                                                   |              |
| 22      | famille Kilgallon          | Levittown (Pennsylvanie)           | 6 mai 2007                 |                                                                                   |              |
| 23      | famille Jacobo             | Kansas City (Missouri)             | 13 mai 2007                |                                                                                   |              |
| 24      | famille Oatman-Gaitan      | Schenectady (New York)             | 20 mai 2007                | Mandy Moore                                                                       |              |
| 25      | famille Yazzie             | Pinon, Arizona                     | 28 octobre 2007            |                                                                                   |              |

### Saison 5
| Épisode | Famille             | Localisation                   | Date de première diffusion | Audience É.-U. | Invités                                                                    |
| ------- | ------------------- | ------------------------------ | -------------------------- | -------------- | -------------------------------------------------------------------------- |
| 1       | famille Akana       | Honolulu, Hawaii               | 30 septembre 2007          | 11,70 M        |                                                                            |
| 2       | famille Carter      | Billings, Montana              | 21 octobre 2007            | 13,72 M        |                                                                            |
| 3       | famille Byers       | Corvallis, Oregon              | 7 octobre 2007             | 11,84 M        |                                                                            |
| 4       | famille Stockdale   | Middleton, Idaho               | 2 décembre 2007            | 14,40 M        |                                                                            |
| 5       | famille Brown       | Bridgeport, Connecticut        | 14 octobre 2007            | 12,23 M        | Cheryl Burke (en) et Maksim Chmerkovskiy candidat à Dancing with the Stars |
| 6       | famille Marrero     | Camden, New Jersey             | 11 novembre 2007           | 15,06 M        |                                                                            |
| 7       | famille Miller      | Cheyenne, Wyoming              | 4 novembre 2007            | 13,04 M        | David Beckham                                                              |
| 8       | famille Swenson-Lee | Minnetonka, Minnesota          | 25 novembre 2007           | 15,03 M        | Elmo                                                                       |
| 9       | famille Vitale      | Athens, Vermont                | 9 décembre 2007            | 12,78 M        |                                                                            |
| 10      | famille Ray-Smith   | Milbridge, Maine               | 6 janvier 2008             | 12,60 M        |                                                                            |
| 11      | famille Chapin      | Kirkland, Washington           | 16 décembre 2007           | 11,80 M        |                                                                            |
| 12      | famille Woodhouse   | Calahan, Colorado              | 13 janvier 2008            | 14,00 M        |                                                                            |
| 13      | famille Luther      | Port Deposit, Maryland         | 20 janvier 2008            | 9,38 M         |                                                                            |
| 14      | famille Voisine     | Manchester, New Hampshire      | 27 janvier 2008            | 13,60 M        |                                                                            |
| 15      | famille Gilyeat     | Kansas City, Kansas            | 10 février 2008            | 15,77 M        | Miley Cyrus, Jesse McCartney                                               |
| 16      | famille Hughes      | Louisville, Kentucky           | 17 février 2008            | 13,49 M        |                                                                            |
| 17      | famille Turner      | Fairmont, Virginie-Occidentale | 9 mars 2008                | 12,40 M        |                                                                            |
| 18      | famille Lucas       | Cullen (en), Virginie          | 2 mars 2008                | 14,80 M        | Toby Keith                                                                 |
| 19      | famille Boettcher   | Silver Springs, Nevada         | 16 mars 2008               | 12,00 M        |                                                                            |
| 20      | famille Martinez    | Albuquerque, Nouveau-Mexique   | 27 avril 2008              | 9,57 M         |                                                                            |
| 21      | famille Gaudet      | Mobile, Alabama                | 23 mars 2008               | 11,10 M        |                                                                            |
| 22      | famille Latif       | Wilmington, Delaware           | 30 mars 2008               | 12,96 M        |                                                                            |
| 23      | famille Silva       | Warwick, Rhode Island          | 4 mai 2008                 | 11,57 M        |                                                                            |
| 24      | famille Giunta      | Maynard, Massachusetts         | 11 mai 2008                | 12,00 M        |                                                                            |
| 25      | famille Usea        | Westwego, Louisiane            | 18 mai 2008                | 9,43 M         | Le groupe The Ten Tenors                                                   |

### Saison 6
| Épisode | Famille                | Localisation                    | Date de première diffusion | Audience É.-U. | Invités                                                                           |
| ------- | ---------------------- | ------------------------------- | -------------------------- | -------------- | --------------------------------------------------------------------------------- |
| 1       | famille Jackson        | Poolesville, Maryland           | 28 septembre 2008          | 9,60 M         | Jennifer Hudson et Chris Cooley                                                   |
| 2       | famille Akers          | West Chester, Ohio              | 5 octobre 2008             | 11,83 M        | Bronson Arroyo et les Jonas Brothers                                              |
| 3       | famille Anders-Beatty  | Richland Center, Wisconsin      | 12 octobre 2008            | 11,30 M        |                                                                                   |
| 4       | famille King           | Charlotte, Caroline du Nord     | 19 octobre 2008            | 10,80 M        |                                                                                   |
| 5       | famille McCully        | Bigelow, Arkansas               | 26 octobre 2008            | 12,28 M        |                                                                                   |
| 6       | famille Hill           | Geneva, New York                | 2 novembre 2008            | 11,65 M        | Sugar Ray Leonard, George Foreman, Oscar de la Hoya, John Saunders et Brian Kenny |
| 7       | famille Martirez/Malek | Ballwin, Missouri               | 9 novembre 2008            | 10,90 M        |                                                                                   |
| 8       | famille Frisch         | Toledo, Ohio                    | 16 novembre 2008           | 10,20 M        |                                                                                   |
| 9       | famille Nickless       | Holt, Michigan                  | 30 novembre 2008           | 11,20 M        |                                                                                   |
| 10      | famille DeVries        | Albert Lea, Minnesota           | 7 décembre 2008            | 10,34 M        |                                                                                   |
| 11      | famille Slaughter      | Pittsburgh, Pennsylvanie        | 4 janvier 2009             | 11,00 M        | Les Cheetah Girls                                                                 |
| 12      | famille Grys           | Pekin, Illinois                 | 11 janvier 2009            | 10,28 M        |                                                                                   |
| 13      | famille Drumm          | Quincy Township, Pennsylvanie   | 18 janvier 2009            | 8,61 M         | Tom Savini                                                                        |
| 14      | famille Tutwiler       | Fort Riley, Kansas              | 25 janvier 2009            | 10,75 M        | Gavin Rossdale                                                                    |
| 15      | famille Girard         | Voluntown, Connecticut          | 8 février 2009             | 10,38 M        |                                                                                   |
| 16      | famille Augustin       | Keller, Texas                   | 1er mars 2009              | 10,96 M        |                                                                                   |
| 17      | famille Riojas         | Fresno, Californie              | 8 mars 2009                | 9,45 M         |                                                                                   |
| 18      | famille Ruiz           | El Paso, Texas                  | 15 mars 2009               | 9,45 M         |                                                                                   |
| 19      | famille Bell           | Tucson, Arizona                 | 22 mars 2009               | 9,77 M         |                                                                                   |
| 20      | famille Almquist       | Phelan, Californie              | 29 mars 2009               | 10,79 M        | Justin Chambers                                                                   |
| 21      | famille Kadzis         | Tallahassee, Floride            | 12 avril 2009              | 9,41 M         | Stevie Wonder                                                                     |
| 22      | famille Jordan         | Montgomery, Alabama             | 26 avril 2009              | 8,71 M         |                                                                                   |
| 23      | famille Cooper         | Martin County, Caroline du Nord | 3 mai 2009                 | 9,10 M         | Colin Powell                                                                      |
| 24      | famille Cerda          | Las Vegas, Nevada               | 10 mai 2009                | 8,16 M         |                                                                                   |
| 25      | famille McFarland      | Indianapolis, Indiana           | 17 mai 2009                | 10,10 M        |                                                                                   |

### Saison 7
| Épisode | Famille                          | Localisation                     | Date de première diffusion | Audience É.-U. | Invités |
| ------- | -------------------------------- | -------------------------------- | -------------------------- | -------------- | --- |
| 1       | famille Hill                     | Suffield, Connecticut            | 11 octobre 2009            | 9,81 M         | Xzibit |
| 2       | famille Ward                     | Erie, Pennsylvanie               | 13 décembre 2009           | 10,34 M        | Mary J. Blige |
| 3       | famille Marshall                 | Lancaster, Texas                 | 18 octobre 2009            | 10,33 M        | Trace Adkins |
| 4       | famille Hampton                  | Comté de Greene, Missouri        | 4 octobre 2009             | 11,63 M        | Ashley Tisdale |
| 5       | famille Terpenning               | Beavercreek, Ohio                | 8 novembre 2009            | 10,38 M        | Kellie Pickler |
| 6       | famille Huber                    | Superior, Wisconsin              | 27 septembre 2009          | 10,42 M        | Patricia Heaton |
| 7       | famille Montgomery               | Champaign, Illinois              | 25 octobre 2009            | 10,59 M        | Sandra Lee, Rocco DiSpirito et Art Smith                                                                               |
| 8       | famille Tripp/The Fishing School | Comté du Prince George, Maryland | 14 février 2010            | 5,95 M         | Tyler Perry |
| 9       | famille Mattingly                | Comté de Daviess, Kentucky       | 1er novembre 2009          | 10,75 M        | Xzibit et Clint Black                                                                                                  |
| 10      | famille Scott                    | Woodlawn (en), Tennessee         | 6 décembre 2009            | 10,35 M        | Usher et Selena Gomez                                                                                                  |
| 11      | famille Marshall                 | Lyme, New Hampshire              | 29 novembre 2009           | 10,36 M        | Patrick Dempsey et Adam Sandler                                                                                        |
| 12      | famille Morris                   | Saint Paul, MN                   | 3 janvier 2010             | 10,98 M        | Le Muppet Show |
| 13      | famille Stott                    | Lena, Illinois                   | 15 novembre 2009           | 11,71 M        | David Duchovny |
| 14      | famille Cowan                    | Bunker Hil, Indiana              | 10 janvier 2010            | 10,55 M        | Xzibit et David Cook                                                                                                   |
| 15      | famille Powell                   | Buffalo, New York                | 24 janvier 2010            | 7,93 M         | Ashanti |
| 16      | famille Creasey                  | Davidson County, NC              | 31 janvier 2010            | 8,54 M         | |
| 17      | famille Heathcock                | Hattiesburg, Mississippi         | 21 mars 2010               | 7,54 M         | Christian Slater, Jonas Brothers et Celine Dion                                                                        |
| 18      | famille Wagstaff                 | Gainesville, Floride             | 21 février 2010            | 7,99 M         | Le groupe Kiss |
| 19      | famille Beach                    | Kemah, Texas                     | 4 avril 2010               | 8,50 M         | Jessica Alba |
| 20      | famille Sugg                     | Loris, Caroline du Sud           | 11 avril 2010              | 8,50 M         | Jeff Gordon, Big Show, Bella Twins                                                                                     |
| 21      | famille Starkweather             | Tulsa, Oklahoma                  | 9 mai 2010                 | 7,65 M         | Sheryl Crow, Sarah McLachlan et Miranda Lambert                                                                        |
| 22      | famille Skaggs                   | Slaughterville, Oklahoma         | 14 mars 2010               | 8,66 M         | Jillian Harris |
| 23      | famille Williams                 | Pine Mountain Valley, Géorgie    | 2 mai 2010                 | 8,71 M         | Leigh Anne Tuohy, Sean Tuohy, Herm Edwards, Mark Schlereth, Mark May, Desmond Howard, Wilmer Valderrama et Demi Lovato |
| 24      | famille Carr                     | Mineola, Texas                   | 16 mai 2010                | 9,79 M         | Bill Engvall |

### Saison 8
| Épisode | Famille                          | Localisation                               | Date de première diffusion | Audience É.-U. | Invités                                                                                |
| ------- | -------------------------------- | ------------------------------------------ | -------------------------- | -------------- | -------------------------------------------------------------------------------------- |
| 1       | Boys Hope Girls Hope             | Baltimore, Maryland                        | 26 septembre 2010          | 8,40 M         | Jillian Harris, Raven Symone et le casting de Modern Family, Katy Perry                |
| 2       | famille Lutz                     | Long Island, New York                      | 3 octobre 2010             | 8,69 M         | Kristin Chenoweth et les Yankees de New York                                           |
| 3       | famille Johnson                  | Houston, Texas                             | 10 octobre 2010            | 8,24 M         | Paul Rodriguez, Tommy Davidson, Ralphie May, Brooklyn Decker et Cedric the Entertainer |
| 4       | famille Arboleda                 | Neenah, Wisconsin                          | 17 octobre 2010            | 8,59 M         | Xzibit, le casting de Dancing with the Stars                                           |
| 5       | famille Urban                    | Berck County, Pennsylvanie                 | 24 octobre 2010            | 9,02 M         | Christie Brinkley                                                                      |
| 6       | Oregon School for the Deaf       | Salem, Oregon                              | 31 octobre 2010            | 6,62 M         | Marlee Matlin et Rob Zombie                                                            |
| 7       | famille Marshall-Spreier         | Pocatello, Idaho                           | 7 novembre 2010            | 9,33 M         | Kylie Minogue                                                                          |
| 8       | Lighthouse School/famille Sweatt | Nashville, Tennessee                       | 14 novembre 2010           | 8,50 M         | LeAnn Rimes, Keith Urban, Carrie Underwood et Leigh Anne Tuohy                         |
| 9       | famille Anderson                 | Maple Heights, Ohio                        | 5 décembre 2010            | 8,18 M         | John Legend, l'équipe des Browns de Cleveland et l'équipe des Cavaliers de Cleveland   |
| 10      | famille Gaston                   | Baker, Comté d'OkaloosaBaker (en), Floride | 12 décembre 2010           | 8,67 M         | Mariah Carey et Dominique Dawes                                                        |
| 11      | famille Grommesh                 | Moorhead, Minnesota                        | 2 janvier 2011             | 9,40 M         |                                                                                        |
| 12      | famille Lampe                    | Louisville, Kentucky                       | 9 janvier 2011             | 9,32 M         | Randy Couture, Dan Gable et Kurt Angle                                                 |
| 13      | famille Simpson                  | Savannah, Géorgie                          | 16 janvier 2011            | 7,94 M         | Paula Deen, Shaun White                                                                |
| 14      | famille Graham                   | Augusta, Géorgie                           | 23 janvier 2011            | 7,00 M         |                                                                                        |
| 15      | famille Brown                    | Wellman, Texas                             | 30 janvier 2011            | 9,08 M         | Justin Bieber, Emma Roberts, Carl Edwards et Greg Biffle                               |
| 16      | famille Hurston                  | Cocoa, Floride                             | 13 février 2011            | 6,45 M         |                                                                                        |
| 17      | famille Zeigler-Hansen           | Fort Hood, Texas                           | 20 février 2011            | 9,57 M         | Duff Goldman, Dane Cook et Terry Fator                                                 |
| 18      | famille Hall                     | Kansas                                     | 17 avril 2011              | 7,64 M         | Derek Jeter                                                                            |
| 19      | famille Hill                     | Virginia Beach, Virginie                   | 24 avril 2011              | 7,81 M         |                                                                                        |
| 20      | famille Dickinson                | Beaufort, Caroline du Sud                  | 1er mai 2011               | 8,21 M         |                                                                                        |
| 21      | famille Prewitt Brewer           | Floride                                    | 8 mai 2011                 | 7,99 M         | Misty May                                                                              |
| 22      | famille Sharrock                 | Géorgie                                    | 15 mai 2011                | 8,50 M         | Atticus Shaffer                                                                        |

### Saison 9
| Épisode | Famille                        | Localisation                   | Date de première diffusion | Audience É.-U. | Invités | Commentaires      |
| ------- | ------------------------------ | ------------------------------ | -------------------------- | -------------- | --- | ----------------- |
| 1       | Jubilee House/famille Marshall | Fayetteville, Caroline du Nord | 25 septembre 2011          | 8,76 M         | Michelle Obama, Rihanna                                                                                     |                   |
| 2       | famille Gomez                  | South Jordan, Utah             | 2 octobre 2011             | 7,16 M         | L'équipe du Real Salt Lake                                                                                  |                   |
| 3       | famille Rucker                 | Madison, Géorgie               | 9 octobre 2011             | 7,35 M         | Dwight Howard                                                                                               |                   |
| 4       | famille Korpai                 | Crawford, New-York             | 16 octobre 2011            | 7,11 M         | |                   |
| 5       | famille Keefer                 | Etters, Pennsylvanie           | 21 octobre 2011            | 5,05 M         | |                   |
| 6       | famille McPhail                | Medford, Oregon                | 28 octobre 2011            | 4,05 M         | |                   |
| 7       | famille Hill                   | Ottawa, Kansas                 | 4 novembre 2011            | 5,47 M         | Glenn Close                                                                                                 |                   |
|         | A Veterans Day Special         | Waynesville, Missouri          | 11 novembre 2011           | 4,07 M         | | Émission spéciale |
| 8       | famille Dunning                | Lewes, Delaware                | 18 novembre 2011           | 5,82 M         | |                   |
| 9       | famille Walker                 | Springfield, Massachusetts     | 2 décembre 2011            | 4,68 M         | Demi Lovato, Kim Kardashian, Khloé Kardashian et Kourtney Kardashian, Bridgit Mendler, Bradley Steven Perry |                   |
| 10      | famille Johnson-Goslee         | Mardela Springs, Maryland      | 9 décembre 2011            | 4,90 M         | |                   |
| 11      | famille Rhodes                 | Columbus, Ohio                 | 16 décembre 2011           | 4,95 M         | |                   |
| 12      | famille Gibbs                  | Comté de Fayette, Iowa         | 6 janvier 2012             | 5,75 M         | Bret Michaels                                                                                               |                   |
| 13      | 7 familles de Joplin           | Joplin, Missouri               | 13 janvier 2012            | 6,20 M         | Sam Champion                                                                                                |                   |

### Hors saison
Les 4 épisodes ont une durée de 2 heures
| Épisode | Famille         | Localisation                 | Date de première diffusion | Audience É.-U. | Invités                        | Commentaires |
| ------- | --------------- | ---------------------------- | -------------------------- | -------------- | ------------------------------ | ------------ |
| 1       | famille Whatson | Knoxville, Tennessee         | 26 novembre 2012           | 5,92 M         | Jon Jones (MMA)                |              |
| 2       | famille Zdroj   | Smithville, Texas            | 3 décembre 2012            | 4,42 M         |                                |              |
| 3       | famille Harris  | Wilson County, Texas         | 10 décembre 2012           | 4,60 M         | J.R. Martinez et Lee Greenwood |              |
| 4       | famille Friday  | Lincolnton, Caroline du Nord | 17 décembre 2012           | 4,44 M         |                                |              |

### Saison 10
| Épisode | Famille                                                                       | Localisation             | Date de première diffusion | Audience É.-U. | Invités                          | Commentaires |
| ------- | ----------------------------------------------------------------------------- | ------------------------ | -------------------------- | -------------- | -------------------------------- | ------------ |
| 1       | Famille Mosley Trois générations pour une maison                              | Bakersfield, Californie  | 16 février 2020            | 2,127 M        |                                  |              |
| 2       | Famille Barobi Du Congo à l'Utah : l'incroyable histoire de la famille Barobi | Ogden, Utah              | 23 février 2020            | 1,401 M        | Tamara Day                       |              |
| 3       | Famille Holtzclaw Une maison pour le professeur                               | Covina, Californie       | 1er mars 2020              | 1,329 M        |                                  |              |
| 4       | Famille Reeder Une maison pour se reconstruire                                | Clovis, Californie       | 8 mars 2020                | 1,386 M        |                                  |              |
| 5       | Famille Washington La rénovation du bonheur                                   | Los Angeles, Californie  | 8 mars 2020                | 1,413 M        | Ty Pennington                    |              |
| 6       | Famille Merlos et Olivares Deux amis, deux familles, une maison               | Palmdale, Californie     | 15 mars 2020               | 1,244 M        | Ty Pennington                    |              |
| 7       | Famille Mayo Kelly Mayo : une maison pour une femme au grand coeur            | Washington Terrace, Utah | 15 mars 2020               | 1,218 M        | Tarek El Moussa                  |              |
| 8       | Famille Jauregui Un pour tous, tous pour la famille !                         | Pomona, Californie       | 22 mars 2020               | 1,317 M        | Derek Hough etLaila Ali          |              |
| 9       | Famille Fifita Du Tonga aux Etats-Unis : une famille unie                     | Hawthorne, Californie    | 29 mars 2020               | 1,331 M        | Ty Pennington etAnthony Anderson |              |
| 10      | Sans-abris de Skid Row Comme un air de vacances                               | Carson, Californie       | 5 avril 2020               | 1,161 M        | Ty Pennington                    |              |